# ماريو تنس أوبن
ماريو تنس أوبن (بالإنجليزية: Mario Tennis Open)‏ و (باليابانية: マリオテニス オープン) هي لعبة فيديو رياضية مطورة من قبل شركة كامالوت سوفتوير بلانينغ ونشرت من قبل شركة نينتندو لأجهزة نينتندو 3دي إس، تم إنتاجها في سنة 2012، في هذه اللعبة تتنافس شخصيات سوبر ماريو في مباريات في لعبة كرة المضرب.